# Ottenbruch (Wuppertal)
Ottenbruch oder auch in der Schreibweise Im Ottenbruch ist eine Ortslage in der bergischen Großstadt Wuppertal.

## Lage und Beschreibung
Ottenbruch liegt auf einer Höhe von 171 m ü. NHN östlich des Nützenberges und im Westen des heutigen Wohnquartiers Brill im Stadtbezirk Elberfeld-West. Benachbarte Ortslagen sind Nüll, Hülsbeck, Am Grünewalder Berg, Ochsenkamp, Auf dem Nützenberg, Briller Höhe, Am Brill, Am Buschhäuschen, Am Schaffstal und Hackland.
Ottenbruch liegt im Tal des Briller Bachs, der in heutiger Zeit zum Teil verrohrt unterhalb des Straßenverlaufs der Briller Straße verläuft und im Süden in die Wupper mündet. Der Ort liegt in der Höhe der Einmündung der heutigen Kirschbaumstraße.
Etymologisch ist die Ortslage auf eine Familie ‘Otto’ oder ‘Otte’ zurückzuführen.

## Geschichte
Das Ottengut ist neben einem Haus in der Freiheit als Besitz der Familie Otto in der Elberfelder Kirchenrolle von 1551 erwähnt. Aber schon zuvor 1302 kommt ein Schöffe aus Elberfeld mit dem Namen Johannes von Ottenbruke in einer Urkunde vor bzw. wird in einer anderen Quelle mit dem Namen Johannes de Ottenbruke als Schöffe des Elberfelder Gerichts erwähnt. Der Briller Bach soll auch zu früherer Zeit Ottenbrucher Bach genannt worden sein.
Auf der Topographia Ducatus Montani des Erich Philipp Ploennies aus dem Jahre 1715 ist der Ort mit zwei Wohnplätzen als ‘Ortenbrüg’ verzeichnet. Als Besitzer am Ottenbrucher Gutes gelegenen Bauernhof wird ein gewisser Otto erwähnt.
1815/16 lebten 50 Menschen an der Ortslage. Auf der Topographischen Aufnahme der Rheinlande von 1824 ist die Ortslage mit Ottenbruch beschriftet.
1832 gehörte Ottenbruch zur Hülsbecker Rotte des ländlichen Außenbezirks des Kirchspiels Elberfeld. Der laut der Statistik und Topographie des Regierungsbezirks Düsseldorf als Weiler kategorisierte Ort wurde als im Ottenbruch bezeichnet und besaß zu dieser Zeit sieben Wohnhäuser und neun landwirtschaftliche Gebäude. Zu dieser Zeit lebten 48 Einwohner im Ort, davon einer katholischen und 47 evangelischen Glaubens.
Als ‘Im Ottenbruch’ wird Ottenbruch in den Adressbüchern von 1850 bis 1858 verzeichnet. Nach 1865 ließ Gustav Platzhoff (1821–1887) im Ottenbruch ein Wohnhaus (‘Gut Ottenbruch’) mit großen Parkanlagen errichten. Platzhoff ließ im Gelände unter anderem die heutigen Platzhoffstraße und Sadowastraße im Briller Viertel anlegen.
Ottenbruch ist in der späteren Wohnbebauung aufgegangen. Benannt ist nach ihr der Bahnhof Ottenbruch nordwestlich an der 1879 eröffneten Bahnstrecke Düsseldorf-Derendorf–Dortmund Süd. Weiter wurde am 23. September 1864 die Ottenbrucher Straße in der Elberfelder Nordstadt nach der Ortslage benannt.